# Pedro de Alcântara Bellegarde
Pedro de Alcântara Bellegarde (Nau Príncipe Real, 13 de dezembro de 1807 — Rio de Janeiro, 12 de fevereiro de 1864) foi um militar, educador, astrônomo e engenheiro brasileiro.

## Biografia
Nascido na nau Príncipe Real, que trazia a família real ao Brasil em 1807, filho do major Cândido Norberto Jorge Bellegarde (1781-1810) e de Maria Antônia Conrado de Niemeyer (1782-1852). Foi batizado em 4 de agosto de 1808, no Rio de Janeiro, tendo como padrinho D. Pedro de Alcântara, então príncipe da Beira.
Aos 13 anos ingressou na Escola Militar do Rio de Janeiro cursando artilharia. Durante o curso alcançou a patente de capitão e ajudou o visconde de Jerumirim e o barão de Caçapava nas obras de fortificação do Rio de Janeiro, tendo se transferido para a arma de engenharia. Concluído o curso em 1827, foi promovido a major em 1828.
Em 1832 retornou à Escola Militar como professor, responsável pelo Observatório Nacional, participando também do projeto da Escola de Arquitetos Medidores, em Niterói, onde foi depois também professor. Em 1841 projetou, com Conrado Jacó de Niemeyer, seu tio, um sistema de encanamento de água potável para a província de Pernambuco.
Casou-se, em 25 de agosto de 1841, com Carlota Carolina de Castro Dias, viúva do português José Bento Ferreira Soares, com quem teve duas filhas, cuja primogênita, Cândida Carolina Dias Bellegarde (1843-1921), veio a se casar com Cândido Lins de Vasconcelos.
Foi encarregado de negócios no Paraguai de 1848 a 1852, retornando ao Brasil como brigadeiro. Foi ministro da Guerra, de 6 de setembro de 1853 a 14 de julho de 1855 (ver Gabinete Paraná), tendo criado o Batalhão de Engenheiros. Foi também , interinamente, ministro da marinha de 6 de setembro a 15 de dezembro de 1853.
Nomeado chefe da comissão de limites entre o Brasil e o Uruguai. Foi diretor da Escola Central do Exército, além de ministro dos transportes de 9 de fevereiro de 1863 a 15 de janeiro de 1864.
Membro fundador do Instituto Histórico e Geográfico Brasileiro, agraciado comendador da Imperial Ordem de São Bento de Avis.

## Obras
- Compêndio de arquitetura civil e hidráulica
- Compêndio de mecânica elementar e aplicada
- Compêndio de matemática elementar para uso da escola de arquitetos medidores
- Instruções para medições estereométricas e areométricas, 1835
- Noções de geometria descritiva para uso da escola de arquitetos medidores, 1840
- Encanamento das águas potáveis para a cidade de Recife, de Pernambuco, 1841
- Estatística prática, 1845
- Limites do sul do Império com o Estado Oriental do Uruguai, 1861